# Джерри, Вэнс
Вэнс Брайден Джерри (англ. Vance Bryden Gerry; 21 августа 1929 — 5 марта 2005) — американский художник по макетам, художник-раскадровщик, концепт-художник, дизайнер персонажей и сценарист, известный своими работами над полнометражными мультфильмами Disney, включая «101 далматинца» (1961), «Меч в камне» (1963), «Книгу джунглей» (1967), «Котов-аристократов» (1970), «Спасателей» (1977) и «Геркулеса» (1997). Он также управлял собственной типографией высокой печати — The Weatherbird Press.

## Биография
Вэнс Брайден Джерри родился 21 августа 1929 года в Пасадине, Калифорния. Он поступил в университетскую школу в Пасадине, чтобы завершить обучение в средней школе. Затем Джерри поступил в Вудберийский университет, и посещал Художественный колледж дизайна менее одного семестра, прежде чем его призвали в армию США. Во время Корейской войны, Джерри служил капралом, и ушёл в отставку в 1952 году.
После службы в армии, Вэнс Джерри учился в Институте искусств Шуинар. Одним из его преподавателей был Дональд У. Грэм, который в 1930-х годах преподавал анимацию, и проводил ознакомительные занятия в Walt Disney Productions. Джерри проучился там два с половиной года, а затем присоединился к Disney в 1955 году, и работал помощником-посредником.
Вскоре Вэнс Джерри перешёл на должность художника по макетам, и работал над мультфильмами «101 далматинец» 1961 года и «Меч в камне» 1963 года. Во время работы над мультфильмом 1967 года — «Книга джунглей», он перешёл в отдел сюжетов (сценариев).
После «Книги джунглей», Вэнс Джерри впоследствии внёс значительный вклад сценариста в такие полнометражные мультфильмы Disney, как «Коты-аристократы» 1970 года, «Робин Гуд» 1973 года, «Приключения Винни», «Спасатели» (оба 1977 года), «Лис и пёс» 1981 года, «Чёрный котёл» 1985 года, «Великий мышиный сыщик» 1986 года, «Оливер и компания» 1988 года и «Геркулес» 1997 года.
Вплоть до своей смерти, Вэнс Джерри продолжал тесно сотрудничать с легендой Disney Джо Грантом, и ветераном Disney Барни Мэттинсоном, как художник по визуальной разработке и дизайнер персонажей для полнометражных мультфильмов Disney эпохи Ренессанса и пост-Ренессанса, таких как «Король Лев» 1994 года, «Покахонтас» 1995 года, «Горбун из Нотр-Дама» 1996 года, «Тарзан», «Фантазия 2000» (оба 1999 года) и «Не бей копытом» 2004 года.
Вэнс Джерри также управлял собственной типографией высокой печати — The Weatherbird Press, которое публиковало графические книги.
В 1995 году, Вэнс Джерри получил премию Уинзора Маккея, от организации ASIFA-Hollywood, за свой пожизненный вклад в анимацию
Вэнс Брайден Джерри умер в Пасадине, Калифорния 5 марта 2005 года в возрасте 75 лет, от осложнений рака.

## Фильмография
- Правда о Матушке Гусыне (1957)
- Дональд в «Матемагии» (1959)
- Голиаф 2 (1960)
- Аквамания (1961)
- 101 далматинец (1961)
- Меч в камне (1963)
- Винни-Пух и медовое дерево (1966)
- Книга джунглей (1967)
- Винни-Пух и день забот (1968)
- Коты-аристократы (1970)
- Набалдашник и метла (1971)
- Робин Гуд (1973)
- Приключения Винни (1977)
- Спасатели (1977)
- Ослик (1978)
- Лис и пёс (1981)
- Чёрный котёл (1985)
- Великий мышиный сыщик (1986)
- Оливер и компания (1988)
- Принц и нищий (1990)
- Спасатели в Австралии (1990)
- Король Лев (1994)
- Покахонтас (1995)
- Горбун из Нотр-Дама (1996)
- Геркулес (1997)
- Тарзан (1999)
- Фантазия 2000 (1999)
- Не бей копытом (2004)